# Vladimir Cruz

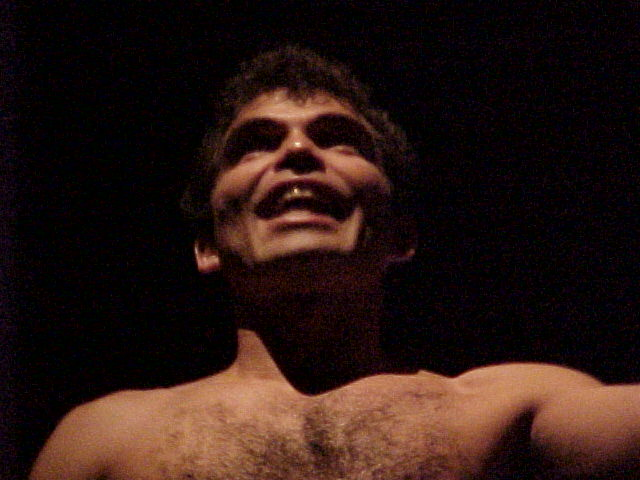
Vladimir Cruz

Vladimir Cruz född 26 juli 1965 i Villa Clara, Kuba, kubansk skådespelare.

## Filmografi (i urval)
- 1994 - Fresa y chocolate
- 1997 - Deuda, La
- 1997 - Kleines Tropicana - Tropicanita
- 2000 - Lista de espera